# Sertab Erener
Sertab Erener (IPA: [seɾtab eɾeneɾ], született: 1964. december 4., Isztambul) török énekesnő, a 2003-as Eurovíziós Dalfesztivál győztese Everyway That I Can című dalával.

## Pályafutása
Sertab Erener karrierje akkor kezdődött, amikor Sezen Aksu felkérte háttérvokálnak. Később Aksu segítségével elkezdődött Erener professzionális karrierje. [
Első albuma, a Sakin ol 1992-ben jelent meg. Lal című albuma része volt a Sony Music Soundtrack For A Century válogatásának.
Első angol nyelvű albuma 2004-ben jelent meg, az Eurovíziós Dalfesztiválon elért sikere után, No Boundaries címmel. Here I am és One More Cup of Coffee (Bob Dylan-feldolgozás) c. dalai filmzeneként is ismertté váltak.
2005-ben jelent meg Aşk Ölmez c. török nyelvű albuma, melyről két kislemezt másoltak ki, Aşk Ölmez, Biz Ölürüz és a Satılık Kalpler Şehri címmel. Erener énekelt Fatih Akın Crossing the Bridge: The Sound of Istanbul c. filmjének zenei albumán is, Madonna Music c. dalának feldolgozásával.
Részt vett az Eurovíziós Dalfesztivál 50. évfordulóján rendezett versenyen is Every way that I can c. dalával, és a kilencedik helyen végzett.
Az énekesnő énekelt már duettet José Carreras-szal, Ricky Martinnal, és a görög énekesnő Mandóval is, de dolgozott együtt Desmond Childdal, Anggunnal, és a belga Voice Malel-lel is.

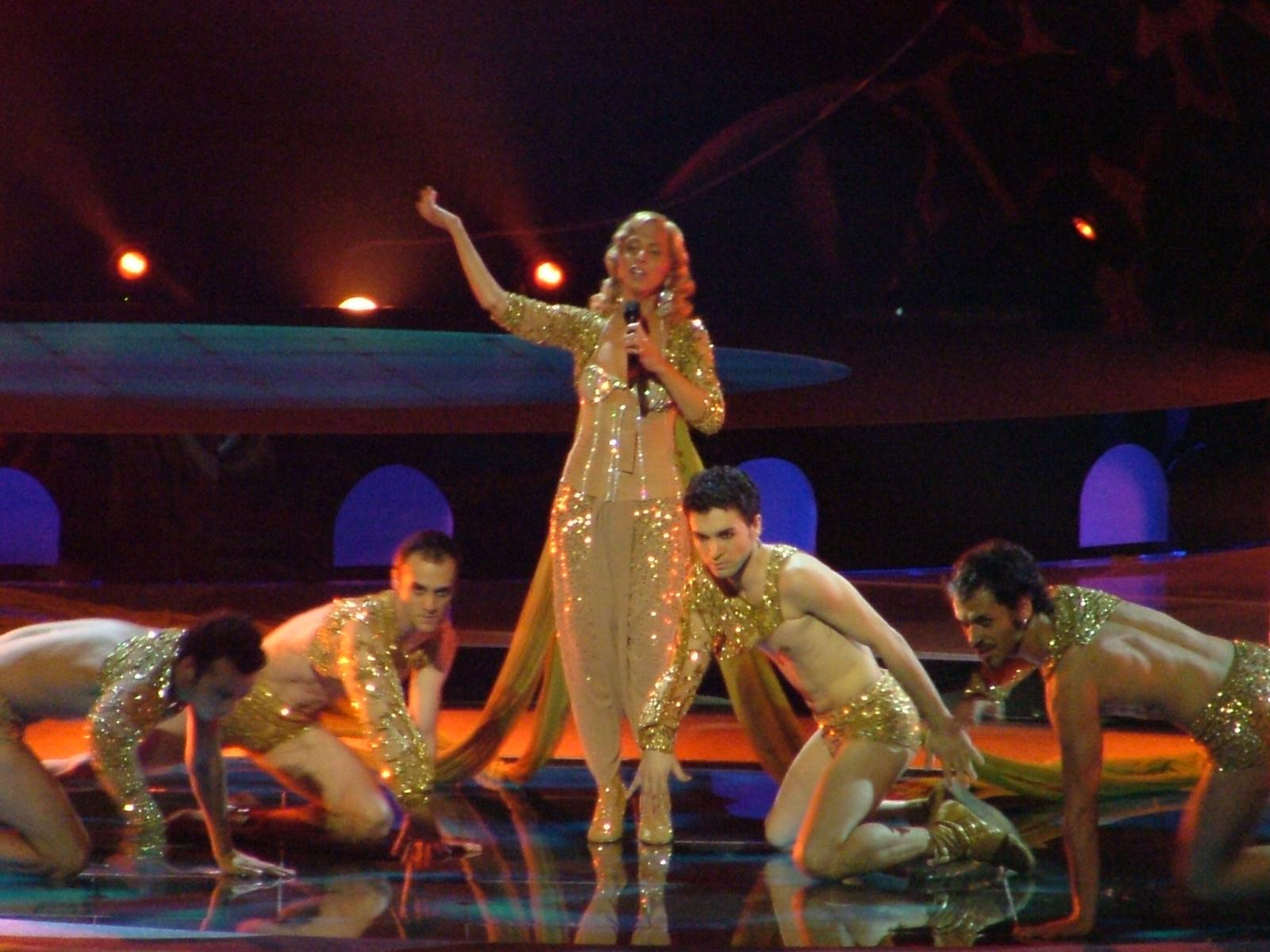
Isztambul, 2004

## Diszkográfia

### Albumok
- Sakin Ol! (1992)
- Lâ'l (1994)
- Sertab Gibi (1996)
- Sertab Erener (1999)
- Sertab (2000)
- Turuncu (2001)
- Sertab (Új kiadás, bónusz dalokkal és új borítóval – 2003)
- No Boundaries  (2004)
- Aşk Ölmez (2005)
- The Best of Sertab Erener (2007)
- Sertab Goes to the Club (Remix album) (2007)
- Bu Böyle (2009)
- Painted on Water (2009)
- Rengârenk (2010)
- Ey Şûh-i Sertab (2012)
- Sade (2013)
- Kırık Kalpler Albümü (2016)
- Ben Yaşarım (2020)